# NGC 4481
NGC 4481 في الفهرس العام الجديد، هي مجرة، تقع في كوكبة التنين. اكتشفت في 7 أكتوبر 1866 بواسطة هاينريش لويس دريست.

## روابط خارجية
- NGC 4481 على موقع ويكي سكاي: DSS2, SDSS, GALEX, IRAS, Hydrogen α, X-Ray, Astrophoto, Sky Map, Articles and images